# Oneop Village
Oneop Village är en ort i Mikronesiska federationen.   Den ligger i kommunen Oneop Municipality och delstaten Chuuk, i den västra delen av landet, 500 km väster om huvudstaden Palikir. Oneop Village ligger 5 meter över havet och antalet invånare är 505.
Terrängen runt Oneop Village är mycket platt.  Närmaste större samhälle är Satowan Village, 19,4 km söder om Oneop Village. 